# Krasnohrad (huyện)
Huyện Krasnohrad (tiếng Ukraina: Красноградський район, chuyển tự: Krasnohrads’kyi raion) là một huyện của tỉnh Kharkiv thuộc Ukraina. Huyện Krasnohrad có diện tích 983 kilômét vuông, dân số theo điều tra dân số ngày 5 tháng 12 năm 2001 là 49240 người với mật độ 50 người/km2. Trung tâm huyện nằm ở Krasnohrad.